# Liste der Universitäten in Mississippi
Liste von Universitäten und Colleges im US-Bundesstaat Mississippi:

## Staatliche Hochschulen
- Alcorn State University
- Delta State University
- Jackson State University
- Mississippi State University
- Mississippi University for Women
- Mississippi Valley State University
- University of Mississippi
  - University of Mississippi Medical Center
- University of Southern Mississippi

## Private Hochschulen
- Belhaven College
- Blue Mountain College
- Millsaps College
- Mississippi College
- Rust College
- Tougaloo College
- Wesley College
- William Carey University